# Решетино (Псковская область)
Решетино — деревня в Карамышевской волости Псковского района Псковской области России.
Расположена в 1 км к северу от села Карамышево и в 32 км к востоку от центра города Пскова.
Численность населения деревни по состоянию на 2000 год составляла 19 человек.